# Sanjo (imperador)
Imperador Sanjo (三条天皇, Sanjo-tennō, 976—1017) foi o 67º imperador do Japão, na lista tradicional de sucessão.

## Vida
Antes de ascender ao Trono do Crisântemo, seu nome pessoal (Imina) era Iyasada-shinnō. Também era conhecido como Sukesada-shinnō ou como Okisada-shinnō.
Iyasada era o segundo filho do Imperador Reizei. Era meio-irmão do Imperador Kazan , que era o primogênito de Reizei. A mãe de Ieyasada era Fujiwara no Choshi (藤原超子, [? -982] Erro: {{japonês}}: texto da transliteração contém caractere não latino (pos 6) (ajuda)), que era a filha do Sessho , Fujiwara no Kaneie. Choshi foi postumamente elevada à categoria de Oku kōtaigō (贈皇太后, Imperatriz Mãe) . 
No Japão antigo, havia quatro clãs nobres, o chamado Gempeitōkitsu (源平藤橘, Minamoto, Taira, Fuji e Tachibana). O clã Minamoto também é conhecidos como Genji, os descendentes do Imperador Sanjō pertenciam ao ramo conhecido como Sanjō Genji (三条源氏).
Sua mãe morreu quando tinha sete anos, então seu avô materno Fujiwara no Kaneie o levou para morar em sua casa.
Em 23 de agosto de 986,  Iyasada-shinnō foi apontado príncipe herdeiro aos 11 anos. Seguiu-se a tradição de se revesarem as duas linhagens imperiais, embora o Imperador Ichijo estivesse ocupando o lugar de Iyasada. Assim, ganhou o apelido de Sakasa no mokē no kimi (逆さのモケーの 君, herdeiro imperial invertido).
Em 16 de julho de 1011, no 25º ano do reinado do Imperador Ichijo, o imperador abdicou; a sucessão foi recebida por seu primo Iyasada e assim o Imperador Sanjō ascendeu ao trono aos 36 anos. Sanjō reinou de 1011 a 1016.
Neste ano, o príncipe Atsunari, o segundo filho do ex-Imperador Ichijo, é proclamado príncipe herdeiro. O filho mais velho de Sanjō, príncipe Atsuakira, tinha sido designado oficialmente como herdeiro; mas a pressão de Michinaga obrigou o jovem príncipe abandonar a sua posição.
Em 1016 problemas de visão incomodavam cada vez mais Sanjō levando à cegueira; isto fez com que abdicasse aos 40 anos de idade, depois de ter reinado por seis anos. Se tornou então um Daijō-tennō (Imperador Aposentado), a sucessão foi recebida por seu primo príncipe Atsunari. Pouco tempo depois, o Imperador Go-Ichijo ascende ao trono aos 9 anos.
Em 05 de junho de 1017 o ex-imperador Sanjō morreu aos 41 anos. Foi-lhe dado o nome póstumo de Sanjō-in (三条院) ao templo onde passou sua vida monástica após a abdicação. Sanjō é tradicionalmente venerado em um memorial no santuário xintoísta em Quioto. A Agência da Casa Imperial designa este local como Mausoléu de Sanjō. E é oficialmente chamado Kitayama no misasagi.

## Daijō-kan
- Kanpaku, Fujiwara no Michinaga (藤原道長), 966-1027.[3]
- Sadaijin, Fujiwara no Michinaga.[3]
- Udaijin, Fujiwara no Akimitsu (藤原顕光).
- Naidaijin, Fujiwara no Michitaka.
- Naidaijin, Fujiwara no Kinsue (藤原公季).